# November 2023
Dit artikel geeft een chronologisch overzicht van de belangrijkste gebeurtenissen per dag in de maand november van het jaar 2023.

## Gebeurtenissen

### 20 november
- De als uiterst rechts geldende Javier Milei wint in Argentinië de tweede ronde van de presidentsverkiezingen van zijn tegenstander Sergio Massa.

### 22 november
- In Nederland vinden de Tweede Kamerverkiezingen plaats. De PVV van Geert Wilders wordt veruit de grootste partij. De partijen die het kabinet-Rutte IV vormden lijden alle fors verlies.

## Overleden
<< · januari · februari · maart · april · mei · juni · juli · augustus · september · oktober · november · december · >>